# Juan Ignacio Sánchez
Juan Ignacio Sánchez Brown, detto Pepe (Bahía Blanca, 8 maggio 1977), è un ex cestista argentino con cittadinanza spagnola.
Alto 193 cm per 88 kg, giocava come playmaker.

## Carriera

### Club

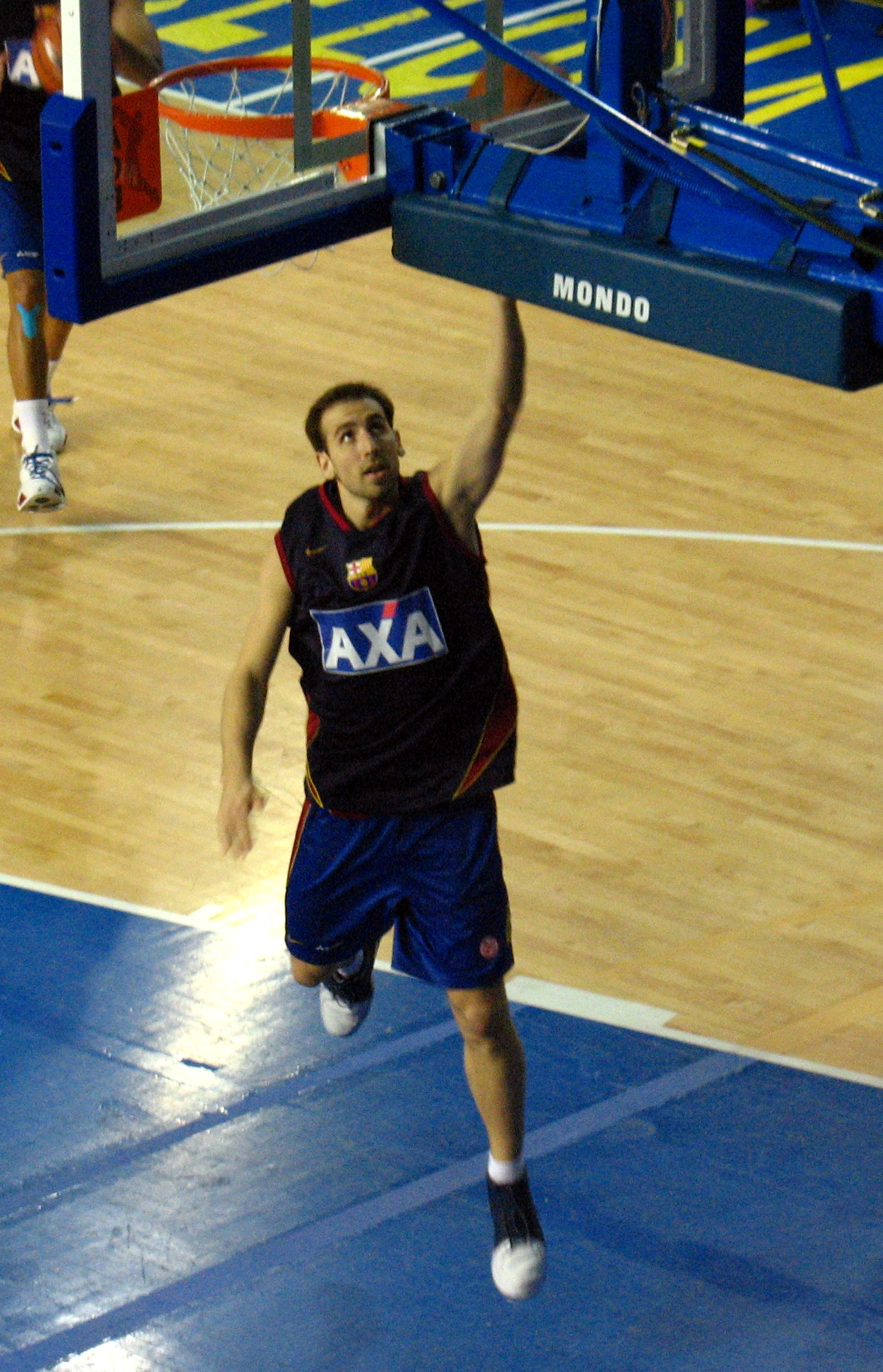
Sánchez con la divisa del Barcelona.

Dopo aver giocato nei Philadelphia 76ers, negli Atlanta Hawks, nel Panathinaikos (con cui vince l'Eurolega 2001-02, senza però essere protagonista) e nei Detroit Pistons, Sanchez fa la scelta che gli cambia la carriera passando all'Etosa Alicante e approdando così nella liga spagnola. Al termine della stagione 2003-04 viene acquistato dall'Club Baloncesto Málaga di Sergio Scariolo, che gli affida la "regia" della squadra andalusa; già al primo anno arriva la vittoria nella coppa di lega spagnola. La stagione successiva è magica per l'Unicaja e per lo stesso giocatore, che assieme a Jorge Garbajosa e a Daniel Santiago è il protagonista dello storico primo scudetto della squadra andalusa.
Nella stagione 2006-07 Malaga non riesce a bissare il successo in campionato, anche in virtù del fatto che la stella della squadra Jorge Garbajosa è passata in NBA ai Toronto Raptors. Guidata dal duo Sanchez-Santiago, la squadra allenata da Scariolo compie comunque un incredibile cammino in Eurolega, arrivando alle Final 4, dove si deve arrendere al CSKA Mosca di Ettore Messina e Theodōros Papaloukas. Malaga disputa la finale per il terzo posto contro il Tau e vince dopo una partita al cardiopalma. A fine stagione Sanchez non rinnova con Malaga e passa al Barcellona, ma la stagione si rivelerà deludente. Sanchez decide di cambiare ancora e al termine della stagione 2007/2008, dopo essere stato cercato anche dalla Lottomatica Roma, passa al Real Madrid. Dopo un'annata non brillante, decide di tornare a giocare in Argentina.

### Nazionale
Con la Nazionale argentina ha disputato il Campionato mondiale 2002 persi in finale contro la Jugoslavia e i vittoriosi Giochi olimpici di Atene del 2004. Ha fatto parte dell'Argentina anche al Campionato mondiale 2006, in cui la sua nazionale è arrivata solo quarta.

## Statistiche

### College
| Anno      | Squadra     | PG  | PT  | MP   | TC%  | 3P%  | TL%  | RP  | AP  | PRP | SP  | PP   |
| --------- | ----------- | --- | --- | ---- | ---- | ---- | ---- | --- | --- | --- | --- | ---- |
| 1996-1997 | Temple Owls | 31  | 31  | 38,2 | 35,5 | 32,0 | 65,9 | 4,2 | 5,3 | 2,8 | 0,0 | 10,0 |
| 1997-1998 | Temple Owls | 27  | 27  | 31,4 | 32,7 | 26,9 | 74,3 | 4,1 | 4,9 | 3,4 | 0,1 | 9,6  |
| 1998-1999 | Temple Owls | 33  | 33  | 35,9 | 34,6 | 26,1 | 73,3 | 5,2 | 5,8 | 3,1 | 0,2 | 8,2  |
| 1999-2000 | Temple Owls | 25  | 25  | 33,6 | 32,4 | 33,8 | 78,6 | 5,5 | 8,0 | 3,4 | 0,1 | 5,6  |
| Carriera  | Carriera    | 116 | 116 | 35,0 | 34,1 | 29,5 | 72,8 | 4,8 | 5,9 | 3,1 | 0,1 | 8,5  |

### NBA

#### Regular Season
| Anno      | Squadra            | PG | PT | MP  | TC%  | 3P% | TL% | RP  | AP  | PRP | SP  | PP  |
| --------- | ------------------ | -- | -- | --- | ---- | --- | --- | --- | --- | --- | --- | --- |
| 2000-2001 | Atlanta Hawks      | 5  | 0  | 6,8 | 0,0  | -   | -   | 0,2 | 1,0 | 0,4 | 0,0 | 0,0 |
| 2000-2001 | Philadelphia 76ers | 24 | 0  | 4,8 | 42,9 | 0,0 | 100 | 0,6 | 1,5 | 0,4 | 0,0 | 0,8 |
| 2002-2003 | Detroit Pistons    | 9  | 0  | 4,1 | 0,0  | -   | -   | 0,7 | 0,9 | 0,6 | 0,0 | 0,0 |
| Carriera  | Carriera           | 38 | 0  | 4,9 | 27,3 | 0,0 | 100 | 0,6 | 1,3 | 0,4 | 0,0 | 0,5 |

## Palmarès
- Campionato spagnolo: 1

Málaga: 2005-06
- Copa del Rey: 1

Málaga: 2005
- Eurolega: 1

Panathinaikos: 2001-02